# Птичья
Птичья (укр. Птича) — село в Таракановской сельской общине Дубенского района Ровненской области Украины.
Население по переписи 2001 года составляло 1090 человек. Почтовый индекс — 35645. Телефонный код — 3656. Код КОАТУУ — 5621686001.

## Организации
- Школа, библиотека, детский сад

## Религия
- Храм Успения божьей матери, бывший УПЦ (МП). В апреле 2019 года община храма приняла решение о вхождении в состав Единой поместной Православной церкви Украины .
- УПЦ КП. Молитвенное помещение[1]